# Protanypus pseudomorio
Protanypus pseudomorio är en tvåvingeart som beskrevs av Makarchenko 1982. Protanypus pseudomorio ingår i släktet Protanypus och familjen fjädermyggor.
Artens utbredningsområde är Alaska. Inga underarter finns listade i Catalogue of Life.